# 隠岐の島歌
「隠岐の島歌」（おきのしまうた）は、日本の島根県隠岐郡隠岐の島町が制定した町民歌である。作詞・作曲は小椋佳。

## 解説
2004年（平成16年）に島後の西郷町および布施村、五箇村、都万村の1町3村が合併して成立した隠岐の島町の町民歌である。隠岐島後町村合併協議会では合併後の町民歌制定に関して一切の取り決めが行われていなかったが、2024年（令和6年）の合併20周年に当たり池田高世偉町長が記念事業として町民歌を制定する方針を表明し、町役場において検討作業が行われた。作成に当たっては自治体歌の多くで採られる歌詞の懸賞募集を行わず、30年余り前に島後でコンサートを開催した地縁から作詞・作曲までの一切をシンガーソングライターの小椋佳に依頼している。
初演奏は12月1日の町政20周年記念式典で行われ、町の行事や防災無線の時報として演奏する方針が表明された。